# Włodzimierz Rasate
Włodzimierz Rasate (bułg. Владимир Расате, Władimir Rasate) – chan bułgarski z dynastii Kruma, syn i następca Borysa I. Panował w latach 889–893.
Włodzimierz był najstarszym synem księcia bułgarskiego Borysa I i jego żony Marii. Miał trzech młodszych braci: Gabriela, Symeona i Jakuba i dwie młodsze siostry: Eupraksję i Annę. Drugie z imion Włodzimierza – Rasate – jest prawdopodobnie przedchrześcijańskim imieniem bułgarskim. Nie jest znana dokładna data urodzenia Włodzimierza, ponieważ jednak około 870 roku brał udział w wyprawie ojca przeciwko Serbii, mógł się urodzić najpóźniej na początku lat 50. IX wieku.
W trakcie wyprawy ojca przeciw Serbii Włodzimierz Rasate znalazł się wraz z 12 bojarami bułgarskimi w niewoli serbskiej. Ostatecznie książę serbski Muncimir uwolnił Włodzimierza i pozostałych jeńców, w zamian za zrzeczenie się przez władcę bułgarskiego pretensji do zwierzchnictwa nad Serbią.
Władzę w Bułgarii Włodzimierz Rasate przejął po dobrowolnej abdykacji ojca, który usunął się do klasztoru w 889 roku. Musiał mieć w tym czasie już około czterdziestu lat. Podobnie jak wielu synów, którzy nazbyt długo zmuszeni byli czekać na przejęcie władzy po ojcu, Włodzimierz obrał całkowicie przeciwny ojcu kierunek polityczny. Rządy oparł na starych rodach bojarskich, przywiązanych do pogańskich tradycji i tradycyjnej wiary, które za panowania Borysa przeszły do opozycji wobec dworu. Podjął też starania o przywrócenie pogańskich rytuałów i wierzeń, jednocześnie wszczynając prześladowania chrześcijan. Życie dworskie, w przeciwieństwie do stosunków panujących za jego poprzednika, stało się kosztowne i rozwiązłe. W polityce zagranicznej konsekwentnie dążył do osłabienia wpływów chrześcijańskiego cesarstwa bizantyjskiego w Bułgarii. W 892 r. przyjął posłów króla wschodniofrankijskiego Arnulfa z Karyntii, zobowiązując się, w zamian za zawarcie sojuszu, udzielić zagrożonym przez Świętopełka Frankom, pomocy  przeciwko państwu wielkomorawskiemu.
Polityka Włodzimierza doprowadziła do powstania silnej opozycji skupionej wokół obrońców nowej wiary chrześcijańskiej. Na jej czele stanął ostatecznie ojciec Włodzimierza, Borys Michał. Na czele wiernych sobie wojsk Borys strącił Włodzimierza z tronu w 893 r. Obalonego chana zastąpił jego młodszy brat Symeon, przeznaczony wcześniej przez ojca do stanu duchownego. Włodzimierza oślepiono i wtrącono do klasztoru. Data jego śmierci nie jest znana.
|                                      |                                      |                                    |                                    |                                              |                                              |               |               |                        |                        |       |       |
| Borys I (zm. 907, panował 852-889)   | Borys I (zm. 907, panował 852-889)   | Borys I (zm. 907, panował 852-889) | Borys I (zm. 907, panował 852-889) | Maria                                        | Maria                                        | Maria         | Maria         | Maria                  | Maria                  | Maria | Maria |
|                                      |                                      |                                    |                                    |                                              |                                              |               |               |                        |                        |       |       |
|                                      |                                      |                                    |                                    |                                              |                                              |               |               |                        |                        |       |       |
|                                      |                                      |                                    |                                    |                                              |                                              |               |               |                        |                        |       |       |
| Włodzimierz Rasate (panował 889–893) | Włodzimierz Rasate (panował 889–893) | Gabriel (Gawrił)                   | Gabriel (Gawrił)                   | Symeon I (ur. 866, zm. 927, panował 893-927) | Symeon I (ur. 866, zm. 927, panował 893-927) | Jakub (Jakow) | Jakub (Jakow) | Eupraksja (Ewpraksija) | Eupraksja (Ewpraksija) | Anna  | Anna  |